# Орандж Кэссиди
Джеймс Сипперли (англ. James Cipperly, род. 4 мая 1984, Стюартсвилл, Нью-Джерси) — американский рестлер и тренер. Ныне выступает в All Elite Wrestling под именем О́рандж Кэ́ссиди (англ. Orange Cassidy). Его образ — отстранённый и спокойный бездельник; издание Pro Wrestling Illustrated объявило его самым популярным рестлером 2020 года.
До подписания контракта с AEW, он выступал в Chikara, в образе лучадора в маске под именем Огненный Муравей. Огненный Муравей был частью группировки «Колония», которая выигрывала Campeonatos de Parejas и дважды выигрывала главный турнир Chikara — King of Trios. Во время своей карьеры в Chikara он также выступал без маски, как член группировки «Клуб джентльменов», вместе с Чаком Тейлором и Дрю Гулаком, и был тренером в школе Wrestle Factory.

## Ранние годы
Джеймс Сипперли родился 4 мая 1984 года в Стюартсвилле, Нью-Джерси. Учился в средней школе Филлипсбурга. Окончил Технологический институт Нью-Джерси со степенью бакалавра в области архитектуры.

## Карьера в рестлинге

### All Elite Wrestling (2019 — н.в.)
25 мая 2019 года Сипперли дебютировал в All Elite Wrestling (AEW) во время их дебютного шоу Double or Nothing под именем Орандж Кэссиди, где вмешался в матч Casino Battle Royale и столкнулся с Томми Дримером. 12 августа было объявлено, что Кэссиди подписал контракт с AEW. 31 августа 2019 года на шоу All Out Кэссиди вернулся и присоединился к «Лучшим друзьям» (Чак Тейлор и Трент) и спас их от нападения «Темного Ордена». Кэссиди провел дебютный матч в AEW 30 октября на Dynamite, объединившись с «Лучшими друзьями» в матче против Кью Ти Маршалла, Алекса Рейнольдса и Джона Сильвера.
Кэссиди начал свое первое соперничество в AEW в феврале 2020 года, после того, как прервал Пака во время интервью. Они встретились 29 февраля на шоу Revolution, где Кэссиди потерпел поражение. Выступление Кэссиди в матче получило высокую оценку критиков. Затем Кэссиди начал вражду с Крисом Джерико, и проиграл ему во время второй ночи Fyter Fest 2020. Кэссиди выиграл матч-реванш 12 августа на Dynamite, а Джерико вызвал его на матч Mimosa Mayhem на All Out, который также выиграл Кэссиди. В конце 2020 года Кэссиди трижды безуспешно боролся за титул чемпиона AEW TNT на Dynamite, сначала проиграв Броди Ли, затем дважды не сумев выиграть титул у Коди Роудса.
12 октября 2022 года в эпизоде Dynamite Кэссиди победил своего давнего соперника Пака и завоевал титул всеатлантического чемпиона AEW — свой первый титул в All Elite Wrestling. 4 ноября в эпизоде Rampage Кэссиди защитил титул от Кацуёри Сибаты.

## Стиль рестлинга и персонаж

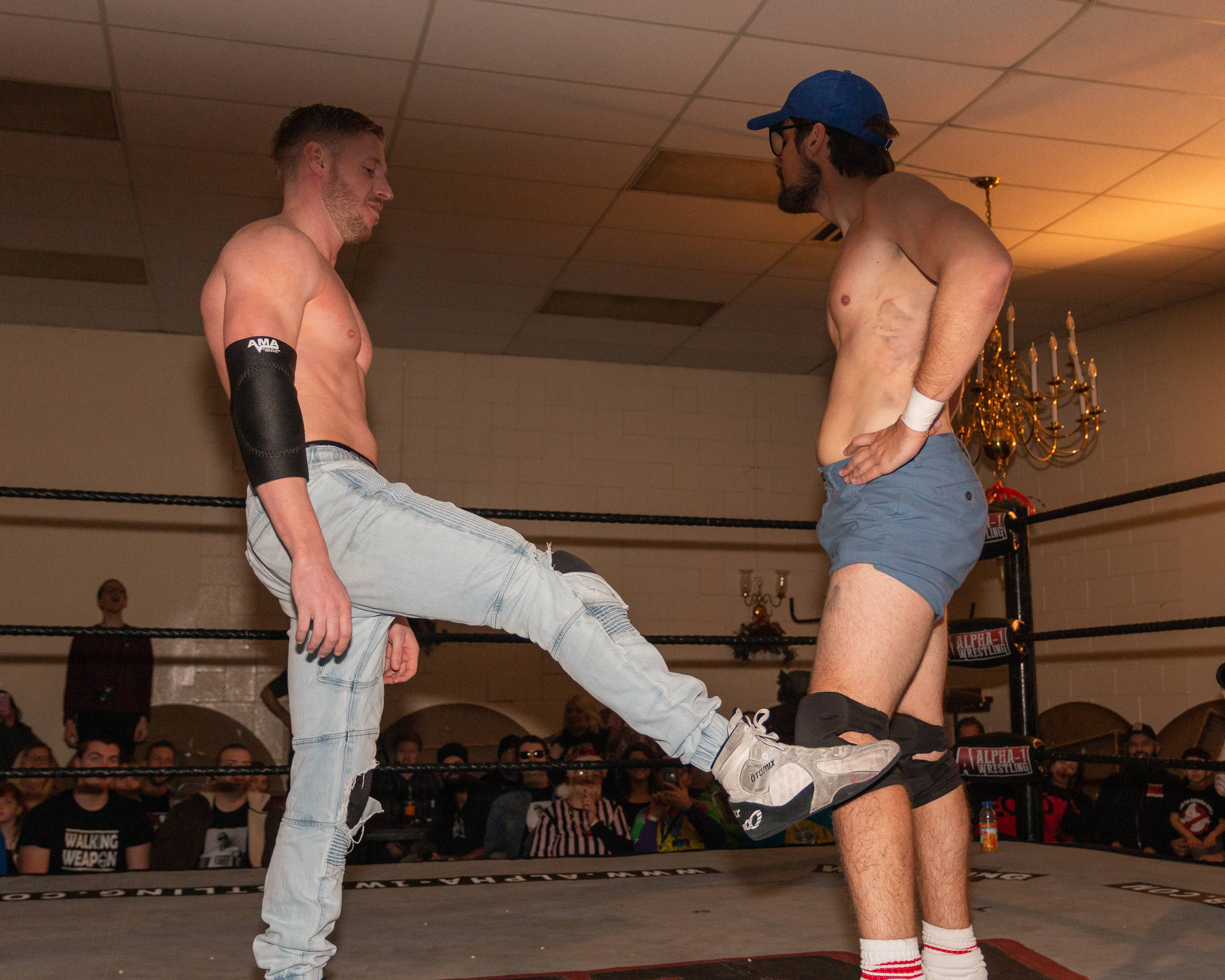
Орандж Кэссиди исполняет коронный «Удар смерти»

Образ «Орандж Кэссиди» появился примерно в 2007 году. Его образ основан на одной сцене из фильма «Жаркое американское лето» с участием персонажа Пола Радда. Его сравнивают с персонажем Райана Гослинга из «Драйва»: отстраненный, возможно страдающий от похмелья бездельник, который хранит свой чемпионский пояс в рюкзаке и носит солнечные очки. Сипперли заявил, что он создал образ, чтобы отличаться от рестлеров, которые лучше него, а также как «средний палец рестлингу». Он объясняет мотивацию своего персонажа так: «Если я вынужден буду выйти на ринг, я выйду».
Его обычно называют «Королем ленивого стиля» из-за его медленных движений и вялых атак. Одними из его коронных приемов являются очень легкие удары по голеням противника, которые иногда называют «слоу-мо ударами» или «ударами смерти».
После его дебюта в All Elite Wrestling (AEW) в 2019 году некоторые рестлеры назвали Кэссиди «самым популярным рестлером в AEW». Президент и генеральный директор AEW Тони Хан сказал, что руководству канала TNT нравится его персонаж. ESPN в 2020 году признал его «Прорывом года».

## Титулы и достижения
- All Elite Wrestling

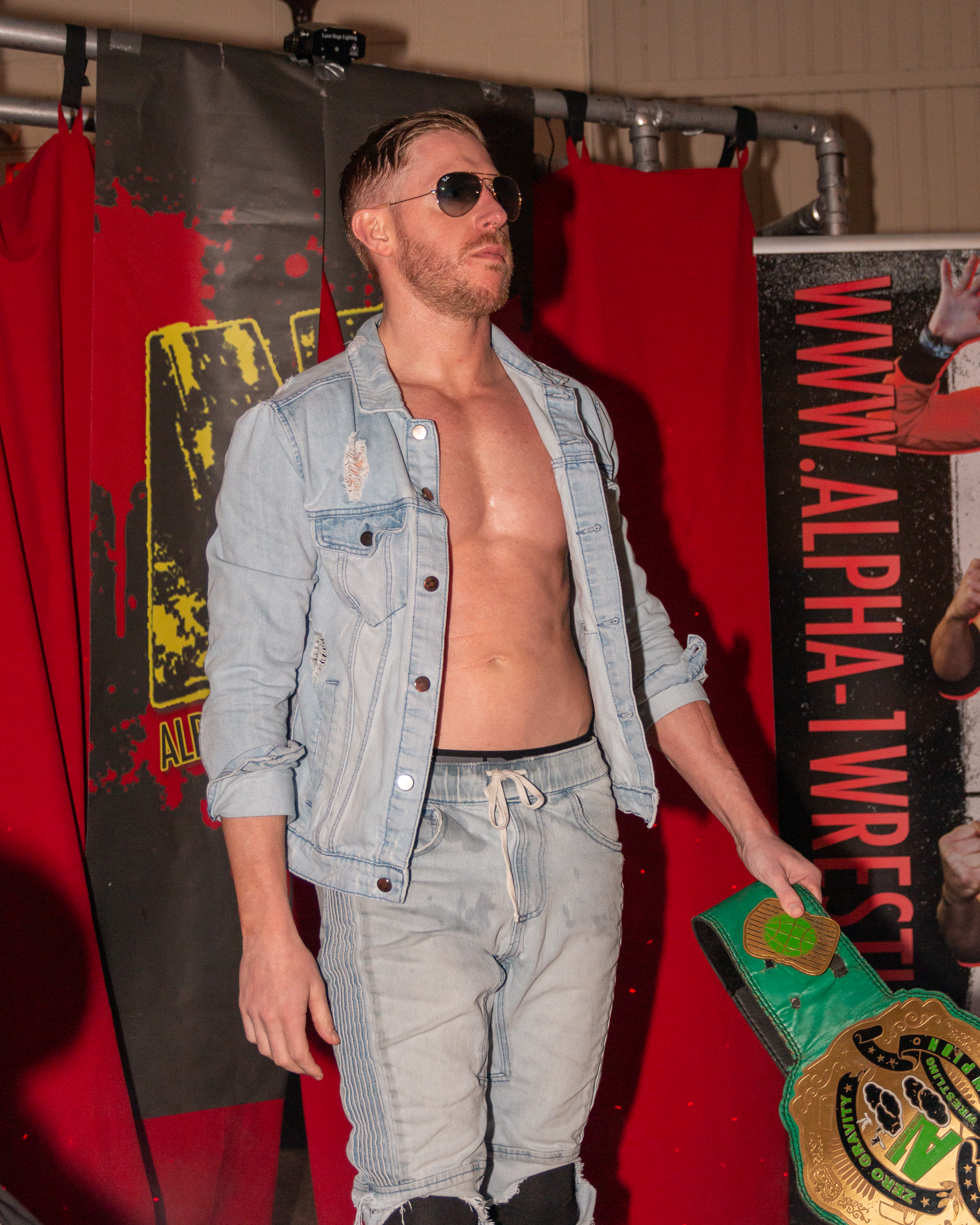
Кэссиди с титулом A1 Zero Gravity

  - Всеатлантический / Международный чемпион AEW (2 раза)
- Alpha-1 Wrestling
  - A1 Zero Gravity Championship (1 раз)
- Chikara
  - Campeonatos de Parejas (1 раз) — с Солдатом Муравьём[3][4]
  - Young Lions Cup VI (1 раз)
  - King of Trios (2011) — с Солдатом Муравьём и Зелёным Муравьём[5][6]
  - King of Trios (2018) — с Зелёным Муравьём (II) и Муравьём Вором
  - Tag World Grand Prix (2008) — с Солдатом Муравьём
- DDT Pro-Wrestling
  - Чемпион железных людей в хеви-металлическом весе (1 раз)[34]
- Forza Lucha!
  - Forza Lucha Cup (2014)[35]
- Ground Breaking Wrestling
  - Командный чемпион GBW (2 раза) — с Дэнни Рейджем
- F1RST Wrestling
  - F1RST Wrestling Uptown VFW Championship (1 раз)
- IndependentWrestling.TV
  - Чемпион Independent Wrestling (2 раза)
- Pro Wrestling Illustrated
  - Самый популярный рестлер года (2020)[36]
  - № 8 в топ 500 рестлеров года PWI 500 в 2023 года
- Revolution Eastern Wrestling
  - Чемпион 24/7 REW (1 раз)
- WrestleJam
  - Чемпион WrestleJam (1 раз)
- Wrestling Observer Newsletter
  - Лучший образ (2020)[37]

### Luchas de Apuestas
| Победитель                                | Проигравший                | Место расположения        | Шоу              | Дата        | Заметки |
| ----------------------------------------- | -------------------------- | ------------------------- | ---------------- | ----------- | ------- |
| Огненный муравей и Муравей-солдат (маски) | Чак Тейлор и Икар (волосы) | Филадельфия, Пенсильвания | Aniversario Yang | 24 мая 2009 | [ 38 ]  |